# Symphlebia distincta
Symphlebia distincta là một loài bướm đêm thuộc phân họ Arctiinae, họ Erebidae.